# MS-DOS
MS-DOS (акронім від англ. Microsoft Disk Operating System) — операційна система із родини DOS, розроблена фірмою Microsoft — комерційна операційна система фірми Microsoft для IBM PC-сумісних персональних комп'ютерів. MS-DOS — найвідоміша ОС із сімейства DOS, що у минулому встановлювалась на більшість IBM PC-сумісних комп'ютерів. З часом була замінена на ОС сімейства Windows 9x та Windows NT.
MS-DOS була створена в 1981 році і в ході її розвитку було випущено вісім великих версій (1.0, 2.0 і т. д.) та два десятки проміжних (3.1, 3.2 і т. ін.), поки у 2000 році в Microsoft не припинила її розробку. За період використання MS-DOS  — це був ключовий продукт фірми, що давав їй істотний прибуток і маркетинговий ресурс. В ході розвитку Microsoft перетворилась із розробника мови програмування (Basic) на велику компанію, що виробляє найрізноманітніше програмне забезпечення.
Останньою версією стала версія 6.22, однак MS-DOS продовжувала служити основою для Windows 95 (версії 7.0 та 7.1), Windows 98 (версія 7.1) і Windows ME (версія 8.0).

## Історія створення
В 1980 році Тімом Патерсоном (Tim Paterson) з фірми SCP (Seattle Computer Products) була створена операційна система QDOS (Quick and Dirty Operating System). Вона продавалась SCP під назвою 86-DOS, так як була створена для процесора Intel 8086. В основному, QDOS базувалась на найвідомішій ОС того часу — CP/M, створеній компанією Digital Research, однак остання використовувала іншу файлову систему. Microsoft придбала ліцензію 86-DOS за 50 тис. дол. і передала її IBM у грудні 1981 року. А в липні 1982 року, незадовго до випуску IBM PC, повністю викупила права на 86-DOS, доплативши ще 80 тис. дол.
Перша версія MS-DOS мала багато помилок, які довелося виправляти програмістам IBM. В результаті з'явилась PC DOS. Пізніше ці ОС об'єднали, і вони мало чим відрізнялись, аж до шостої версії. PC DOS встановлювали на оригінальні комп'ютери IBM, а MS-DOS на їх численні клони.

## Історія версій
| Версія                                                 | Максимальний розмір жорсткого диска | Файлова система       | Підтримання дискет 3.5» | Підтримання дискет 5.25» | Інтегроване програмне стиснення                | Інтегрована підтримка довгих імен файлів | Випуск |
| ------------------------------------------------------ | ----------------------------------- | --------------------- | ----------------------- | ------------------------ | ---------------------------------------------- | ---------------------------------------- | ------ |
| MS-DOS 1.1                                             | робота з диском не передбачалось    | FAT12                 | відсутнє                | 360kB                    | відсутнє                                       | відсутнє                                 | 1982   |
| MS-DOS 2.0                                             | 10 MB                               | FAT12                 | відсутнє                | 360kB                    | відсутнє                                       | відсутнє                                 | 1983   |
| MS-DOS 3.0                                             | 32 MB                               | FAT12                 | відсутнє                | 360kB, 1.2MB             | відсутнє                                       | відсутнє                                 | 1984   |
| MS-DOS 3.2                                             | 32 MB                               | FAT12                 | 720kB                   | 360kB, 1.2MB             | відсутнє                                       | відсутнє                                 | 1986   |
| MS-DOS 3.3                                             | 32 MB                               | FAT12                 | 720kB, 1.44MB           | 360kB, 1.2MB             | відсутнє                                       | відсутнє                                 | 1987   |
| MS-DOS 4.0                                             | 2 GB                                | FAT12, FAT 16         | 720kB, 1.44MB           | 360kB, 1.2MB             | відсутнє                                       | відсутнє                                 | 1988   |
| MS-DOS 5.0                                             | 2 GB                                | FAT12, FAT 16         | 720kB, 1.44MB, 2.88MB   | 360kB, 1.2MB             | відсутнє                                       | відсутнє                                 | 1991   |
| MS-DOS 6.0                                             | 2 GB                                | FAT12, FAT 16         | 720kB, 1.44MB, 2.88MB   | 360kB, 1.2MB             | Doublespace                                    | відсутнє                                 | 1994   |
| MS-DOS 6.2                                             | 2 GB                                | FAT12, FAT 16         | 720kB, 1.44MB, 2.88MB   | 360kB, 1.2MB             | Doublespace                                    | відсутнє                                 | 1994   |
| MS-DOS 6.21                                            | 2 GB                                | FAT12, FAT 16         | 720kB, 1.44MB, 2.88MB   | 360kB, 1.2MB             | відсутнє                                       | відсутнє                                 | 1994   |
| MS-DOS 6.22                                            | 2 GB                                | FAT12, FAT 16         | 720kB, 1.44MB, 2.88MB   | 360kB, 1.2MB             | DriveSpace                                     | відсутнє                                 | 1994   |
| MS-DOS 7.0 (Windows 95A)                               | 2 GB                                | FAT12, FAT 16         | 720kB, 1.44MB, 2.88MB   | 360kB, 1.2MB             | DriveSpace                                     | відсутнє (DOSLFN)                        | 1995   |
| MS-DOS 7.1x (Windows 95B/OSR2, 95C/OSR2.5, 98, i 98SE) | 124.55 GB                           | FAT12, FAT 16, FAT 32 | 720kB, 1.44MB, 2.88MB   | 360kB, 1.2MB             | DriveSpace у Windows 95, відсутнє у Windows 98 | відсутнє (DOSLFN)                        | 1996   |
| MS-DOS 8.0 (Windows Me)                                | 124.55 GB                           | FAT12, FAT 16, FAT 32 | 720kB, 1.44MB, 2.88MB   | 360kB, 1.2MB             | відсутнє                                       | відсутнє (DOSLFN)                        | 2000   |

## Дистрибутив MS-DOS

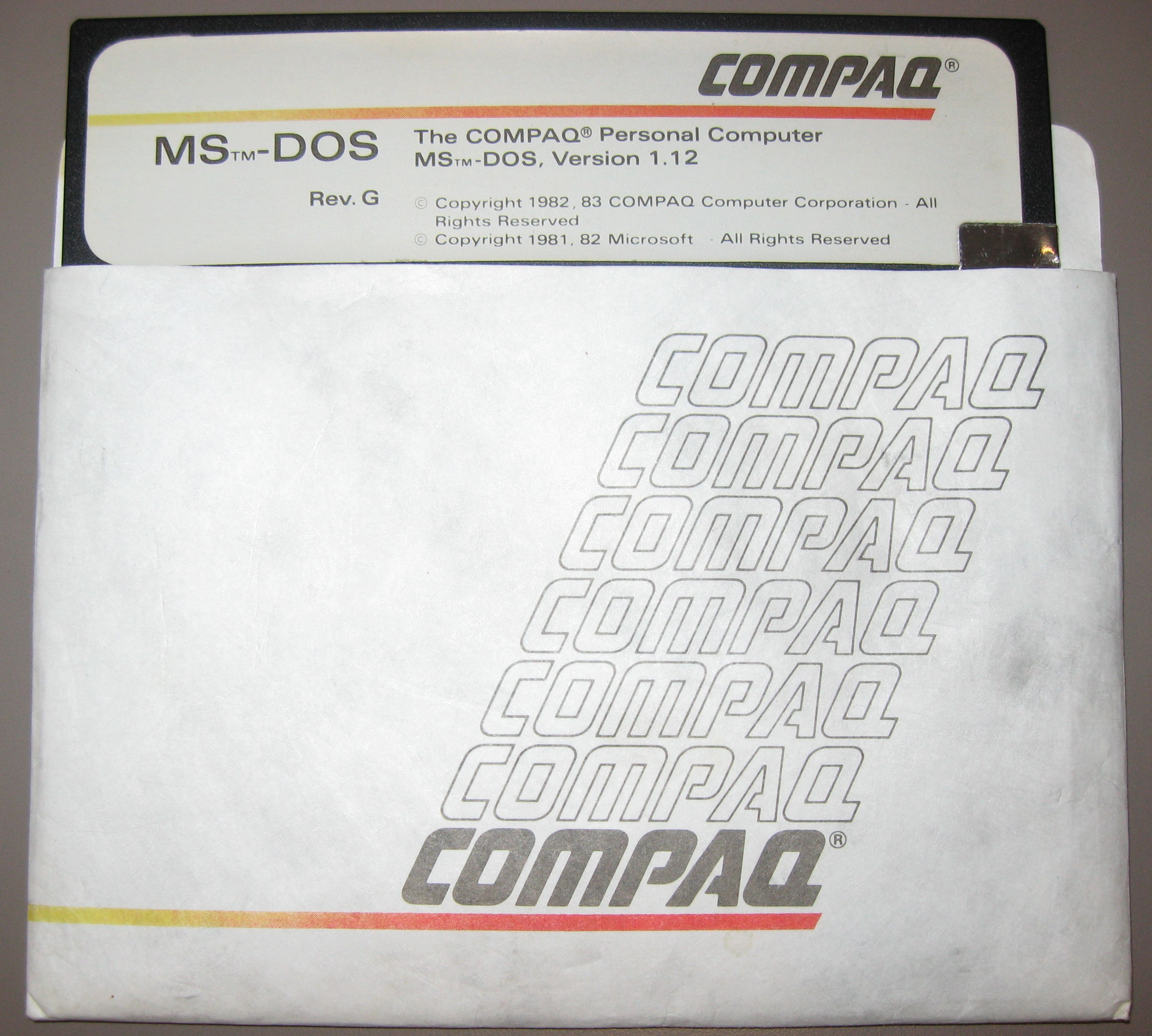
Дистрибутив MS-DOS версії 1.12 (1982)

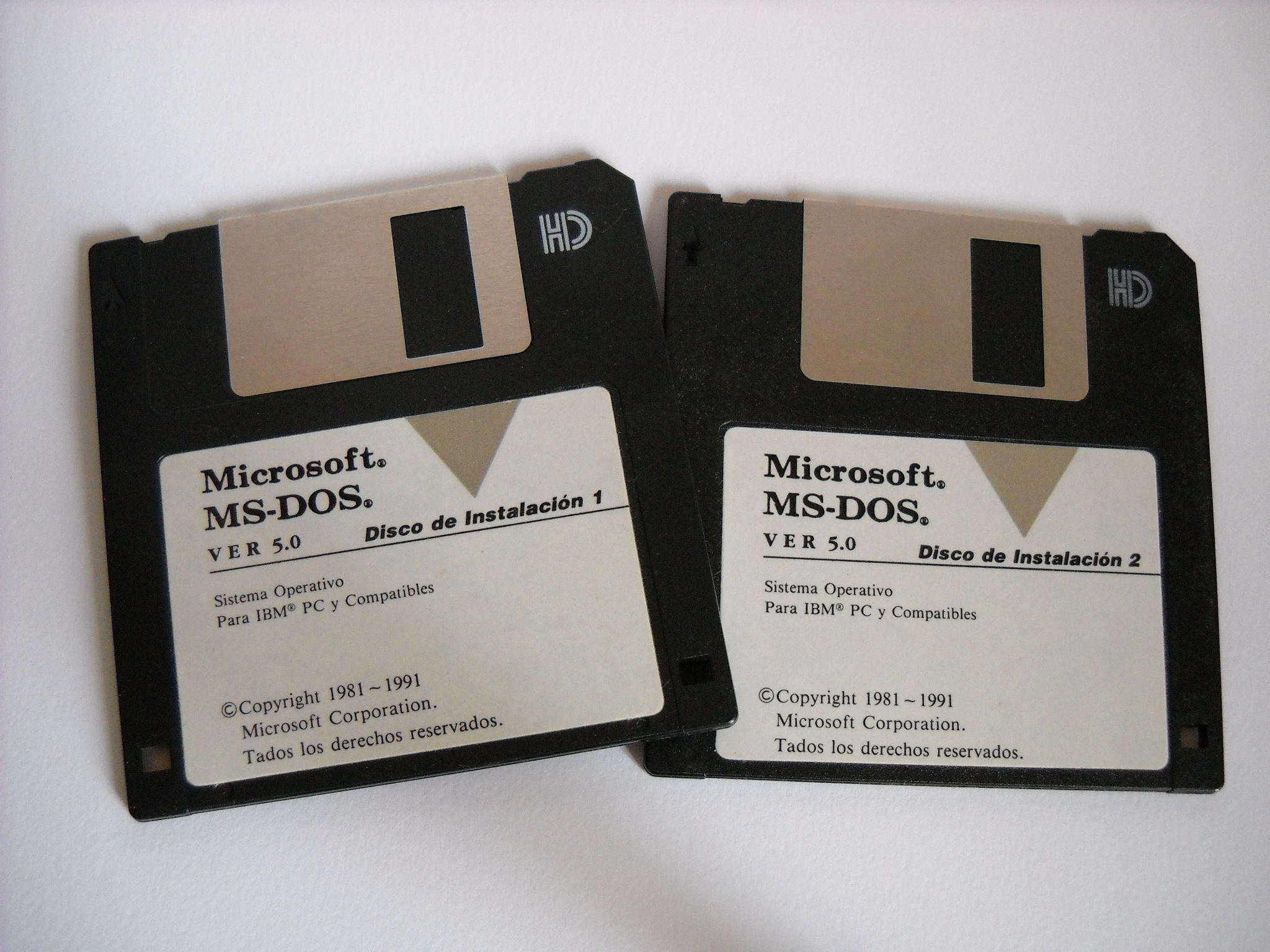
Дискети з дистрибутивом MS-DOS 5.0 (1991)

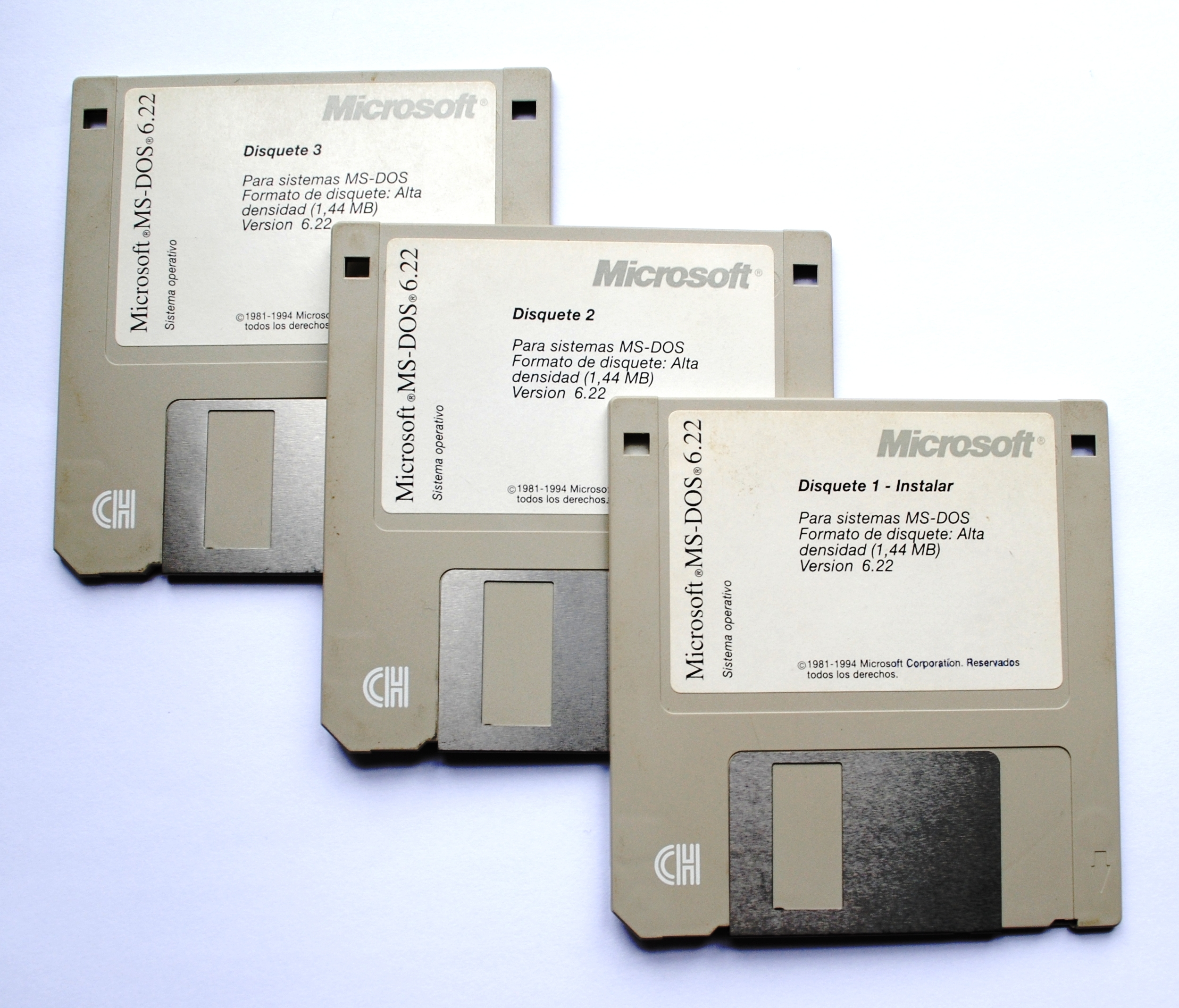
Дискети з дистрибутивом MS-DOS 6.22 (1994)

### Вихідний код
26 квітня 2024 року, Microsoft опублікувала на GitHub вихідний код MS-DOS 4.00, двійкові файли, образи дисків та документацію на цю операційну систему. Код випущено під ліцензією MIT, що надає розробникам повну свободу дій. Четверта версія MS-DOS 4.00 цікава тим, що була написана у співпраці з IBM, демонструвала зародки багатозадачності та утворила гілка DOS під назвою Multitasking DOS (або MT-DOS), поширення якої було обмежено.

### Мінімальний набір
До мінімального набору файлів дистрибутиву MS-DOS належать:
- файли ядра:
  - IO.SYS — розширення BIOS, що дає змогу підключати додаткові драйвери;
  - MSDOS.SYS — обробка переривань. Забезпечує роботу файлової системи і пристроїв введення-виведення (клавіатури, дисплея, принтера, портів), оброблення помилок, запуск і зупинку програм;
- командний процесор:
  - COMMAND.COM — підтримання інтерфейсу командного рядка. Він виконує команди, подані з клавіатури або з командного файла: команди MS-DOS, що вбудовані у сам файл command.com, завантажує і виконує зовнішні команди MS-DOS та прикладні програми (файли типу EXE і COM).

Строго кажучи, для запуску MS-DOS наявність файлу COMMAND.COM не є необхідною. Його можна замінити іншим командним процесором, здатним виконувати потрібні команди. Свого часу сторонніми розробниками було випущено безліч командних процесорів. Серед поширених командних процесорів, випущених сторонніми фірмами, був NDOS.COM (модифікований 4DOS) з пакету Norton Utilities фірми Symantec.
Крім вказаних файлів команда SYS.COM та FORMAT.COM з перемикачем /S, починаючи з версії 6.0, додатково переносять на системний диск файл DBLSPACE.BIN (6.0-6.2) або DRVSPACE.BIN (6.22), що відповідають за роботу зі стисненими дисками у форматах Microsoft DoubleSpace або DriveSpace відповідно.

### Файли конфігурації
Для задання конфігурації ОС використовуються конфігураційні файли спеціального формату:
- CONFIG.SYS — файл конфігурування системи та завантаження драйверів пристроїв на етапі ініціалізації MSDOS.SYS
- AUTOEXEC.BAT — стартовий пакетний файл. Виконується при запуску командного процесора під час завантаження системи.

### Драйвери та програми
Також до дистрибутиву входять такі драйвери і програми:
- ANSI.SYS[en] — розширений драйвер консолі (екрану і клавіатури);.
- COUNTRY.SYS — файл с таблицями локалізації, абетками сортування;
- DISPLAY.SYS — драйвер дисплею зокрема, завантажує локалізовані шрифти:
- DBLSPACE.EXE — Microsoft DoubleSpace, дисковий компресор (6.0 — 6.2):
- DEFRAG.EXE — Microsoft Defragmenter, дефрагментатор дисків;
- DOSSHELL.EXE — MS-DOS Shell[en], оболонка, що використовує «двопанельний» принцип з псевдографічним інтерфейсом. В MS-DOS 6.2 була перенесена у додатковий пакет MS-DOS Resource Kit;
- DRVSPACE.EXE — Microsoft DriveSpace, дисковий компресор (6.22);
- HIMEM.SYS[en] — драйвер додаткової (extended memory) і HMA-пам'яті;
- HELP.COM — інтерактивний довідник MS-DOS Help;
- EMM386.EXE[en] — драйвер емулювання розширеної пам'яті (expanded memory) та керування Upper memory area;
- INTERLNK.EXE, INTERSVR.EXE — підсистема міжкомп'ютерного зв'язку Interlnk.
- KEYB.COM — драйвер перемикання мовних розкладок клавіатури;
- KEYBOARD.SYS — файл с описами мовних розкладок клавіатури, оформлений як драйвер;
- *.CPI — завантажувальні шрифти кодових сторінок екрану і клавіатури;
- MEMMAKER.EXE — Microsoft MemMaker, оптимізатор верхньої пам'яті;
- MODE.COM — програма налаштування низки параметрів екрану і портів введення-виведення системи: послідовного, паралельного;
- MSAV.EXE — Microsoft Anti-Virus for MS-DOS, антивірус;
- MSD.EXE — Microsoft Diagnostics, інформаційна утиліта, що виводить конфігурацію ПК;
- MSBACKUP.EXE — Microsoft Backup for MS-DOS, резервування та відновлення інформації;
- MWAV.EXE — Microsoft Anti-Virus for Windows, антивірус;
- MWBACKUP.EXE — Microsoft Backup for Windows, резервування та відновлення інформації;
- MWUNDEL.EXE — Microsoft Undelete for Windows, відновлення видалених файлів;
- POWER.EXE — драйвер управління енергоспоживанням;
- RAMDRIVE.SYS — драйвер електронного диска;
- SCANDISK.EXE — Microsoft Scandisk, сканер-коректор дисків;
- SMARTDRV.EXE — Microsoft SmartDrive, програма кешування дисків;
- VSAFE.COM — VSafe, резидентний вірус-фільтр;
- UNDELETE.EXE — Microsoft Undelete for MS-DOS, відновлення видалених файлів.

## Загальні поняття про файл та файлову систему
Файл — це поіменована область цифрового носія інформації (диска). У файлах зберігаються тексти програм, документи, числові дані, графічні зображення тощо. Кожному файлу надається свій ідентифікатор (назва). Назва файлу складається з двох частин, розмежованих крапкою: саме імені файлу і типу файлу (розширення). Імена файлів містять до восьми символів, а тип містить до трьох символів (може бути в загалі відсутнім). Деякі символи не можна використовувати в іменах («*», « ?», «.» тощо). Тип визначає користувач чи програма, яка його створює. Крім назви, файл також має атрибути: розмір у байтах та дату і час створення.
Назви файлів реєструються на дисках в каталогах (інакше директоріях, папках). Каталог — це спеціальне місце на диску, в якому зберігаються імена файлів, відомості про їх розмір та інші властивості файлів. Де саме розмішений файл на диску користувач не знає, за це відповідає FAT (англ. File Allocation Table — таблиця розміщення файлів), записана на цьому ж диску. Назва каталогу містить до дев'яти символів. Каталог може бути кореневим, батьківським та поточним. На кожному диску є один головний — кореневий каталог. У каталозі можуть реєструватися не лише файли, а також каталоги, які по відношенню до них називаються підкаталогами, а вони до них є батьківськими. Каталог з яким працює користувач є поточним, або активним, або робочим.
Файлова система — сукупність папок і файлів, що зберігаються на зовнішніх носіях ПК. При такий деревоподібній файловій структурі часто слід вказувати так звану повну назву файлу [<диск>:] [ \<шлях>\] <назва файлу>, де шлях (маршрут) — це ланцюжок підпорядкованих каталогів, роз'єднаних символом \.

## Завантаження MS-DOS

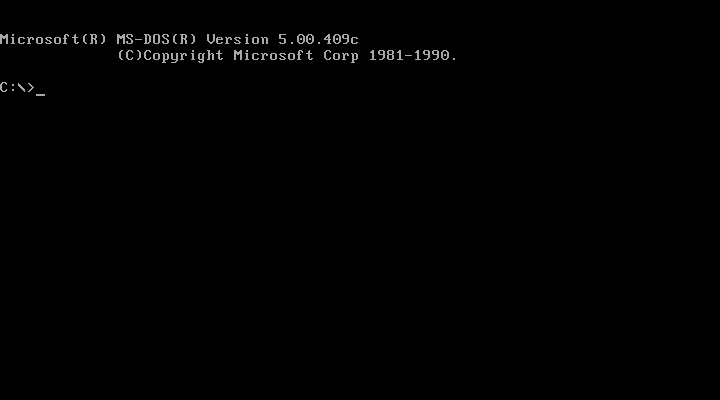
Екран монітора після завантаження MS-DOS

Завантаження MS DOS — це зчитування операційної системи із зовнішнього запам'ятовувального пристрою в оперативну пам'ять, її налагодження та запуск.
Після увімкнення живлення комп'ютера, на якому встановлена операційна система MS-DOS, автоматично відбуваються такі процеси:
- виконання програм BIOS, що знаходиться у постійному запам'ятовувальному пристрої комп'ютера, котрі забезпечують:
  - тестування апаратних компонентів комп'ютера;
  - виклик блока початкового завантаження (Boot Record), що є у першому секторі кожного диску з ОС MS-DOS, та передача йому управління;
- завантаження файлів ядра IO.SYS та MSDOS.SYS операційної системи із зовнішнього запам'ятовувального пристрою в оперативну пам'ять;
- налаштування MS-DOS, що виконується за командами, записаними у файлах config.sys та autoexec.bat.

Після завантаження ОС на екрані монітора висвітлюється запрошення для користувача на введення команд, яке складається з імені диска і символів у вигляді:
A:\> або C:\>.
Це означає, що DOS уже є готовою до приймання команд.
Запрошення MS-DOS містить інформацію про поточний дисковод і поточний каталог (директорію). Під поточним мається на увазі дисковод (каталог), з яким у даний момент працює ПК. Наприклад,
A:\> — дисковод А:, кореневий каталог;
C:\windows> — дисковод С:, каталог windows.

## Введення та редагування команд
Для введення команди слід набрати її на клавіатурі й натиснути Enter. Для редагування команди, що вводиться можна використовувати клавіші: Backspace, Delete, Ins, Esc та клавіші переміщення курсора.

### Команди загального призначення
До команд загального призначення належать команди:
- VER — перевірка версії ОС (A:\>VER, натиснути Enter);
- CLS — очищення екрану (A:\> CLS, натиснути Enter);
- TIME — перевірка та коригування системного годинника (A:\>TIME, натиснути Enter);
- DATA — перевірка та коригування системного календаря (A:\> DATA, натиснути Enter).

### Основні команди для роботи з файлами, каталогами та дисками
Робота з файлами
- COPY CON — створення текстових файлів: A:\>copy con (ім'я файла) — після введення цієї команди потрібно буде почергово вводити рядки файлу. У кінці кожного рядка слід натискати клавішу Enter, а після введення останнього рядка — натиснути F6 (або Ctrl +Z) і тоді Enter. На диску з'явиться файл із вказаним іменем;
- COPY — копіювати файл: A:\>copy a:\lesson urok, натиснути Enter (копіювати файл lesson з кореневого каталогу у каталог urok);
- DEL — видалити файл: A:\>del less, натиснути Enter ;
- REN — перейменувати: A:\>ren lesson cannon, натиснути Enter (перейменований файл — cannon);
- TYPE — виведення вмісту файлу на екран: A:\>TYPE prim.1, нажать Enter;
- злиття (об'єднання файлів в один): copy повне ім'я 1–го файлу + повне ім'я 2–го файлу повне ім'я об'єднаного файлу, натиснути Enter.

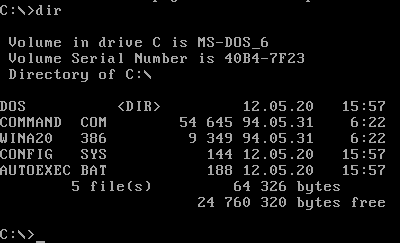
Результат виконання команди DIR

Робота з каталогами
- MD — створення каталогу: A:\>md urok, натиснути Enter;
- RD — видалення каталогу: A:\>rd urok, натиснути Enter;
- DIR — перегляд каталогу: A:\>DIR, натиснути Enter;
- CD — змінена поточного каталогу: A:\>cd urok, натиснути Enter. Отримаємо: A:\urok> (дисковод А:, каталог \urok);
  - CD.. — перехід до батьківського каталогу: A:\urok>cd.., натиснути Enter. Отримаємо: A:\> (дисковод A:, кореневий каталог);
  - CD\ — перехід до кореневого каталогу;
- TREE — відображення переліку каталогів диска: A:\>TREE А: /F, натиснути Enter. Параметр /F задає виведення імен файлів у кожному каталозі.

Робота з дисками
- перехід з диска на диск: С:\ windows >A:, натиснути Enter, отримаємо A:\>;
- FORMAT — форматування дисків: C:\> format a:, натиснути Enter;
- VOL — виведення мітки тому (імені диска): A:\vol, натиснути Enter;
- LABEL — створює, змінює або зчитує мітку тому (ім'я диска): A:\label, натиснути Enter.

## Оболонки для MS-DOS

Знімок екрану програми-оболонки Norton Commander 4.0

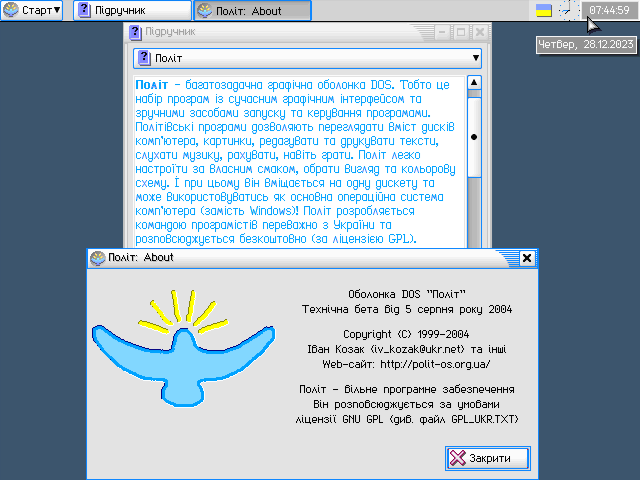
Знімок екрану графічної оболонки DOS «Політ»

Для MS-DOS, що надає користувачеві лише інтерфейс командного рядка, було створено цілу низку оболонок, тобто програм, які дозволяють зробити роботу з файлами наочнішою та зручнішою. Найвідоміші з них:
- Norton Commander — найпопулярніший комерційний файловий менеджер. Усе операції с файлами проводяться на двох панелях за допомогою гарячих клавіш і, пізніше, миші та меню. Останні версії містять безліч плагінів, що значно розширюють функціональність. За подобою до Norton Commander згодом було створено багато інтерфейсів файлових менеджерів та інших програмних продуктів для різних операційних систем.
- Volkov Commander — клон Norton Commander. На відміну від Norton Commander, підтримує довгі імена файлів (для версії 4.99 alpha). Відрізняється компактністю. Базовий комплект включає лише сам файловий менеджер з мінімальним, але достатнім набором функцій, і займає на диску близько 64 кбайт. Функціональність розширюється підключенням інших додатків.
- DOS Navigator[en] — подальший розвиток ідеї Norton Commander. Має більшу функціональність та кількість панелей. Підтримує текстові режими SVGA (132×25 — 132×60). Віконний інтерфейс з багатозадачністю для плагінів. Має можливість легкого розширення функціональних можливостей за рахунок зручного підключення плагінів сторонніх розробників.
- Політ або Polit OS (також ОС Політ, Політ ОС) — вільна багатозадачна віконна графічна оболонка з українським інтерфейсом і з відкритими текстами на умовах GNU GPL, написана з використанням Borland Pascal 7[4][5][6]. Автором оболонки є український програміст Іван Козак (Київ, Україна)[7][8][9].